# Dragstrip

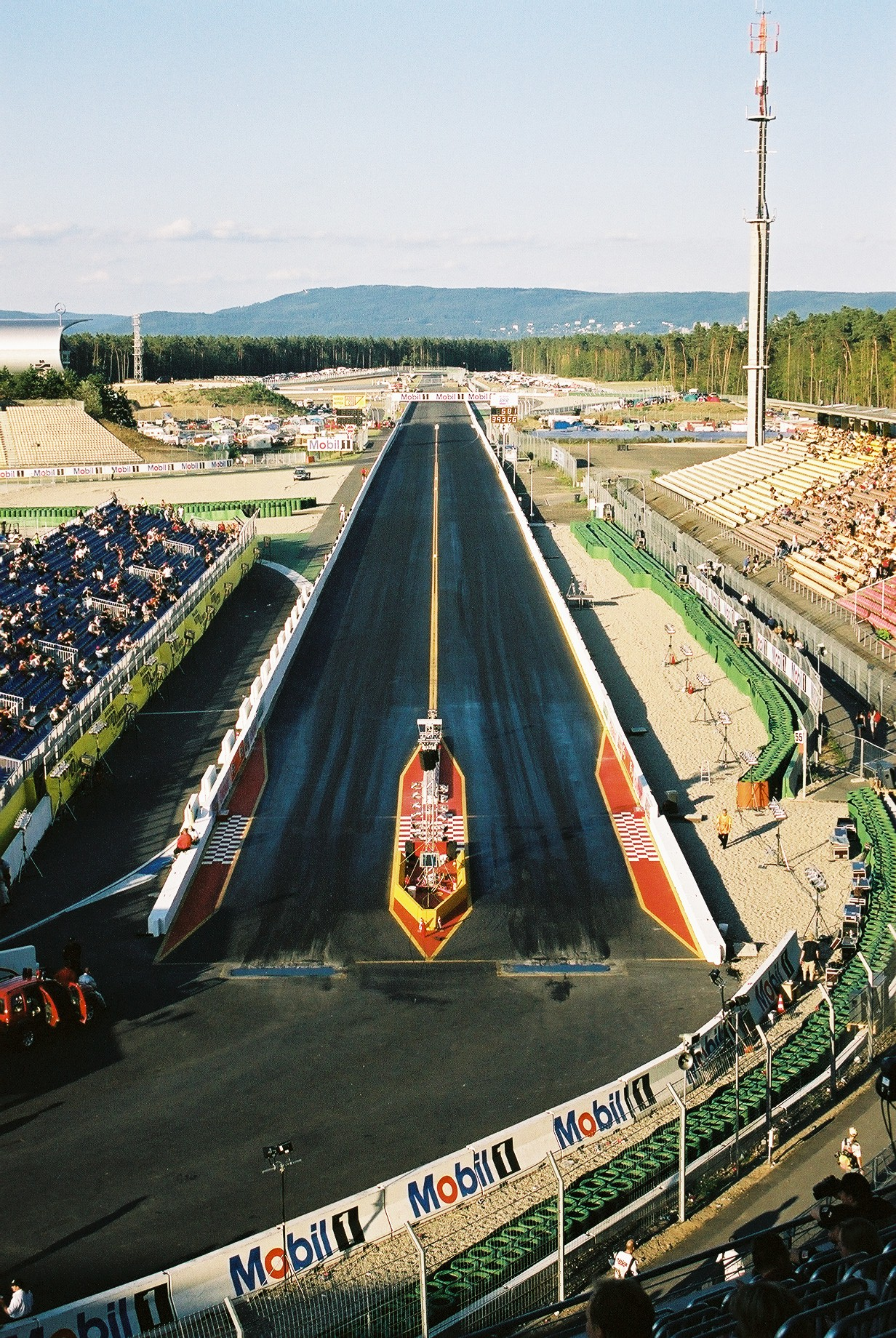
Dragstrip d'Hockenheim.

Un dragstrip (ou piste d'accélération au Québec) est une piste en ligne droite destinée aux courses d'accélération de type dragster (distance courte, départ arrêté). Généralement d'une longueur d'un quart de mille (soit 402,336 mètres), sa surface est généralement bitumée.
Y courent toutes sortes de véhicules à deux ou quatre roues équipés de moteurs à explosion ou même à réaction.

## Description
Il s'agit d'une piste rectiligne goudronnée (il en existe aussi pour tout-terrains) de 402 mètres, parfois 201 mètres, de longueur, comportant deux voies distinctes. La zone de départ est souvent bordée de tribunes accessibles aux spectateurs. La ligne de départ comprend en son centre un système de signal de départ particulier, appelé « arbre de Noël », présentant une succession de feux colorés aux pilotes.
Les véhicules se présentent par deux, côte à côte, chacun dans son couloir. En bout de piste on trouve des panneaux d'affichage électronique dispensant les temps de chaque concurrent. La zone suivant la ligne d'arrivée est en général assez longue, pour permettre aux engins de s'arrêter. Les quatre roues utilisent généralement des parachutes pour se ralentir.
La zone de départ est, elle, « gommée » par l'accumulation de matière déposée lors des « burnout » nécessaires à l'échauffement des pneumatiques avant chaque tentative.
Les dragstrips sont communs en Amérique du Nord et relativement rares en Europe.